# Pseudolasius breviceps
Pseudolasius breviceps är en myrart som beskrevs av Carlo Emery 1887. Pseudolasius breviceps ingår i släktet Pseudolasius och familjen myror. Inga underarter finns listade i Catalogue of Life.